# 에이미피언 에드워즈
에이미 피언 에드워즈(Aimee-Ffion Edwards, 1987년 ~ )는 웨일스의 배우이다.

## 출연 작품
- 피키블라인더스 - 피온 에드워즈 역
- 루터2 - 제니역
- 스킨스 시즌1,2 - 루시 스케치 역